# Snizhné
Snizhné (en ucraniano: Сніжне, en ruso: Снежно́е) es una ciudad ucraniana perteneciente al óblast de Donetsk. Situada en el sureste del país, hasta 2020 era el centro del área municipal de Snizhné, pero actualmente es parte del raión de Jórlivka y centro del municipio (hromada) homónimo. Sin embargo, según el sistema administrativo ruso que ocupa y controla la región, la ciudad sigue siendo el centro del área municipal de Snizhné.
La ciudad se encuentra ocupada por Rusia desde la guerra del Dombás, siendo administrada como parte de la de facto República Popular de Donetsk.

## Toponimia
Hasta 1864 la localidad estuvo nombrada como Vasílivka (en ucraniano: Василівка), en honor a Iván Vasiliev, el capataz del ejército de los cosacos del Don.

## Geografía
Snizhné está situada a 12 km al este de Chistiakove y 71 km al este de Donetsk. La ciudad está en la frontera con el óblast de Lugansk. 

## Historia
La ciudad fue fundada en 1784 por cosacos del Don y fue parte de la región de Taganrog. Según la leyenda, la ciudad debe su nombre a Catalina II, quien al pasar por la región exclamó: ¡Qué lugar tan nevado! (en ruso: Какое снежное место!). En 1864, la localidad, llamada hasta entonces Vasílivka, es renombrada Snizhne que significa nevado. Las minas de carbón empiezan a explotarse en los primeros años del siglo XX y son construidas las primeras comunidades mineras.
Durante la Unión Soviética se desarrolló una ciudad en la mina n.º 9. En 1936, se forma la aglomeración llamada Snezhnoieantratsit (Снежноеантрацит). En 1938, las localidades de Snizhne y Novi Dombás, el asentamiento obrero de la mina nº18, reciben el estatus de ciudad de subordinación regional, momento en el cual Snizhne cuenta 16.156 habitantes y Novi Dombás, 12.551. Snizhné absorbe entonces a Novi Dombás. 
En la Segunda Guerra Mundial, desde octubre de 1941 hasta septiembre de 1943, la ciudad estuvo ocupada por tropas de la Wehrmacht. 
Después de la Segunda Guerra Mundial, se abren nuevas minas y se implantan nuevas industrias (maquinaria para la industria química, confección, etc.) En 1970, se erige en Snizhne una fábrica filial de la constructora de motores de avión Motor Sich, que se llamaría Snezhnyanski (SMZ). A finales de la década de 1970 es construido el barrio Cheriómushki (Черёмушки) para 7000 habitantes.
En las elecciones presidenciales de 2004, la ciudad votó masivamente por Víktor Yanukóvich (95.97% de los votos), mientras que Víktor Yúshchenko obtuvo tan solo un 2.18% de los votos.
Durante la guerra del Dombás, la ciudad estuvo en manos de la autoproclamada República Popular de Donetsk. El 15 de julio de 2014, cohetes de un avión no identificado impactaron en la ciudad, impactando en un edificio de apartamentos y una oficina de impuestos, dejando al menos once muertos y ocho heridos. La lucha por el control de la ciudad entre los separatistas y el ejército ucraniano estalló el 28 de julio de 2014, pero permaneció bajo control de la RPD.
La noche del 4 de julio de 2022, en medio de la invasión rusa de Ucrania, el ejército ucraniano destruyó un gran almacén de municiones ruso con ataques con misiles de alta precisión (en ese momento, el frente estaba a unos 70 km).

## Demografía
La evolución de la población de Snizhné entre 1913 y 2022 fue la siguiente:
| 863                                                           | 16 156 | 25 674 | 63 981 | 65 767 | 68 857 | 58 496 | 54 131 | 48 003 | 45 767 |
| (Fuente: Cities & Towns of Ukraine y UKRAINE: Größere Städte) |        |        |        |        |        |        |        |        |        |

Según el censo de 2001, el 51,3% de la población son ucranianos, el 41% son rusos y el resto de minorías son principalmente bielorrusos (1%). En cuanto al idioma, la lengua materna de la mayoría de los habitantes, el 84,1%, es el ruso; del 14,8% es el ucraniano.

## Infraestructura

### Transporte
La carretera nacional nacional N-21 pasa por la ciudad.

## Personas ilustres
- Pável Morozenko (1939-1991): actor soviético de cine y teatro.
- Anastasiya Hotfrid (1996): deportista georgiana de origen ucraniano que compite en halterofilia.

## Galería

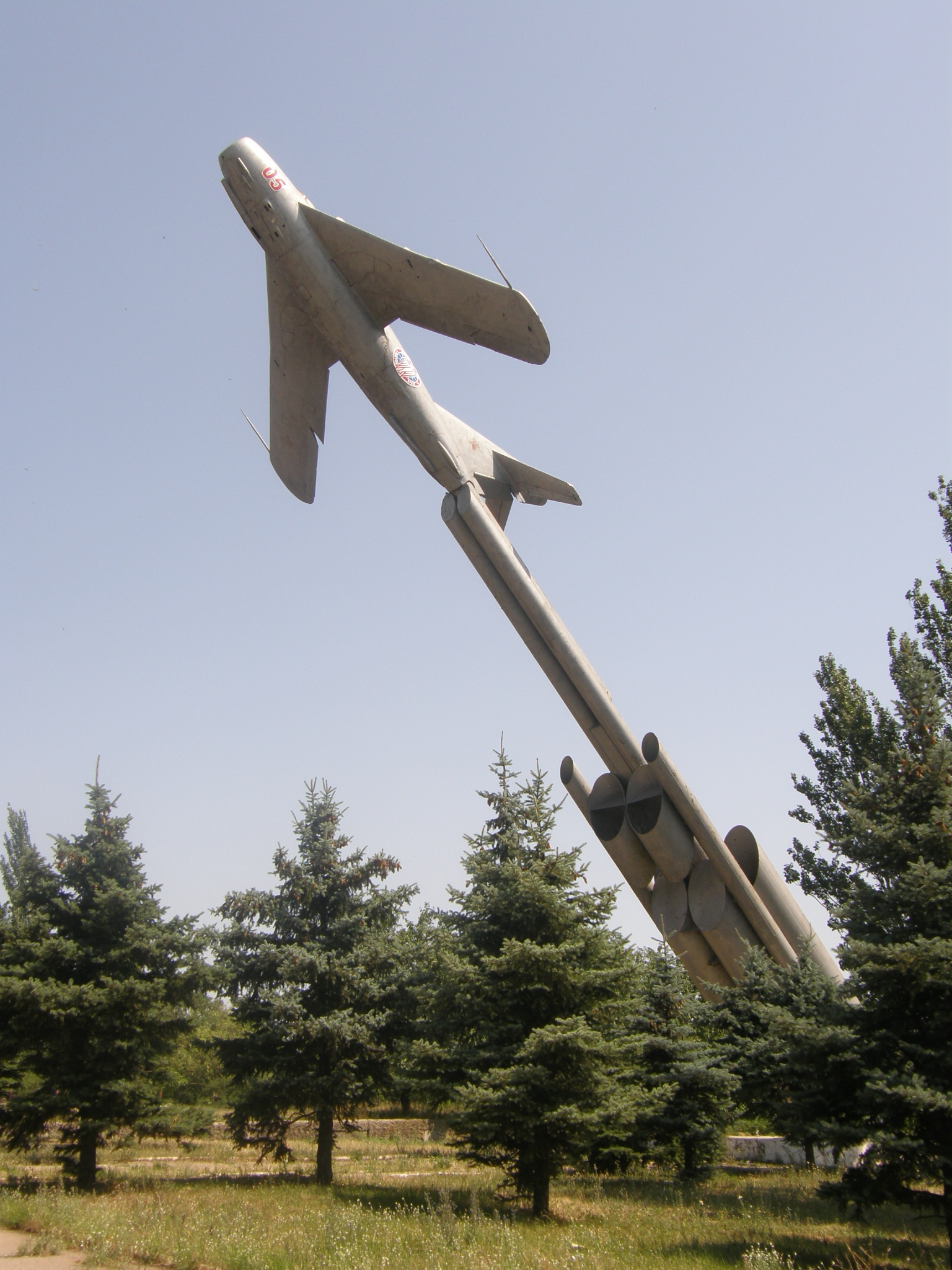
El monumento a Gagarin
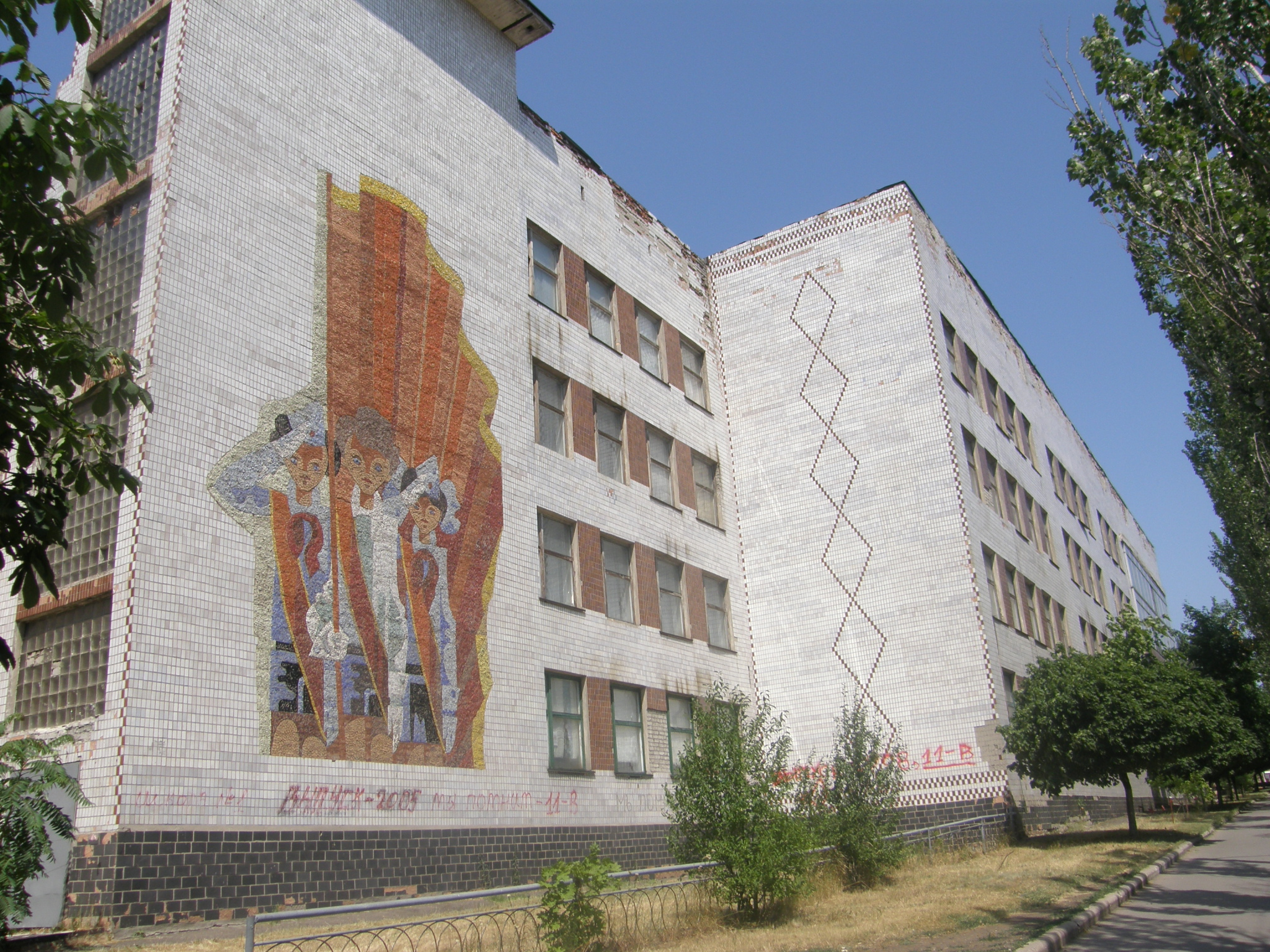
Escuela nº1
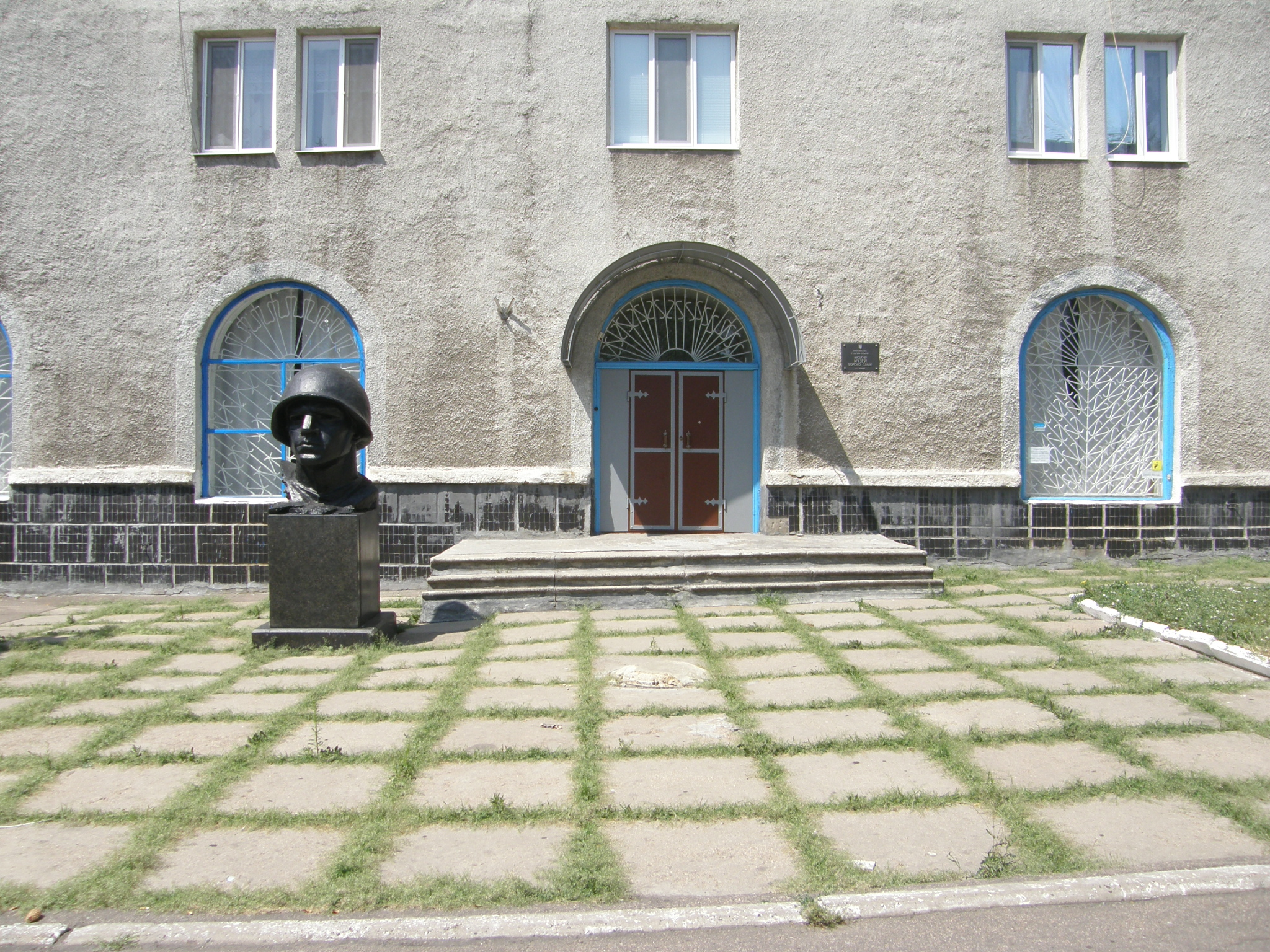
El museo Snezhnyanski de la gloria de combate
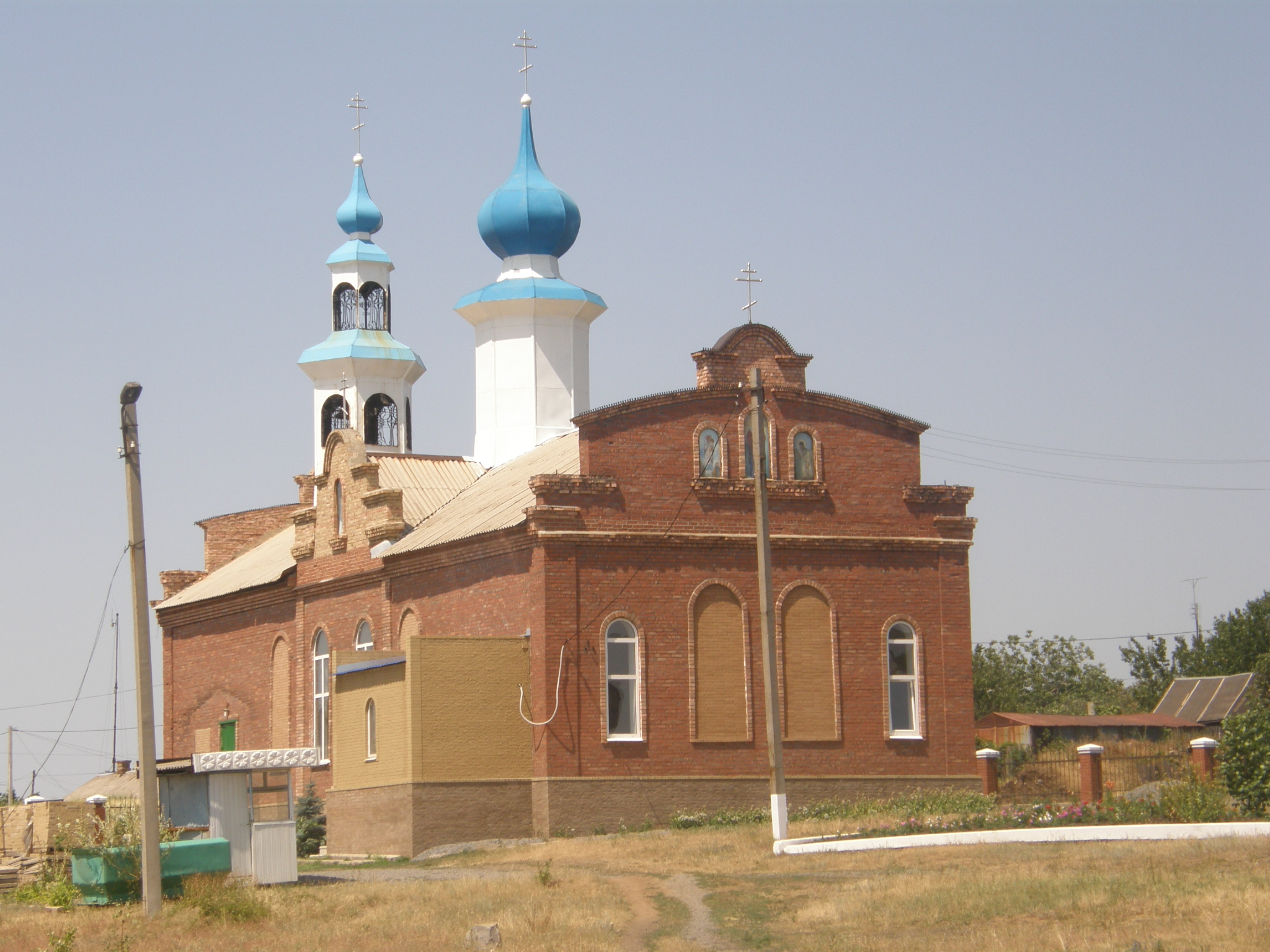
Iglesia de la mina nº 10
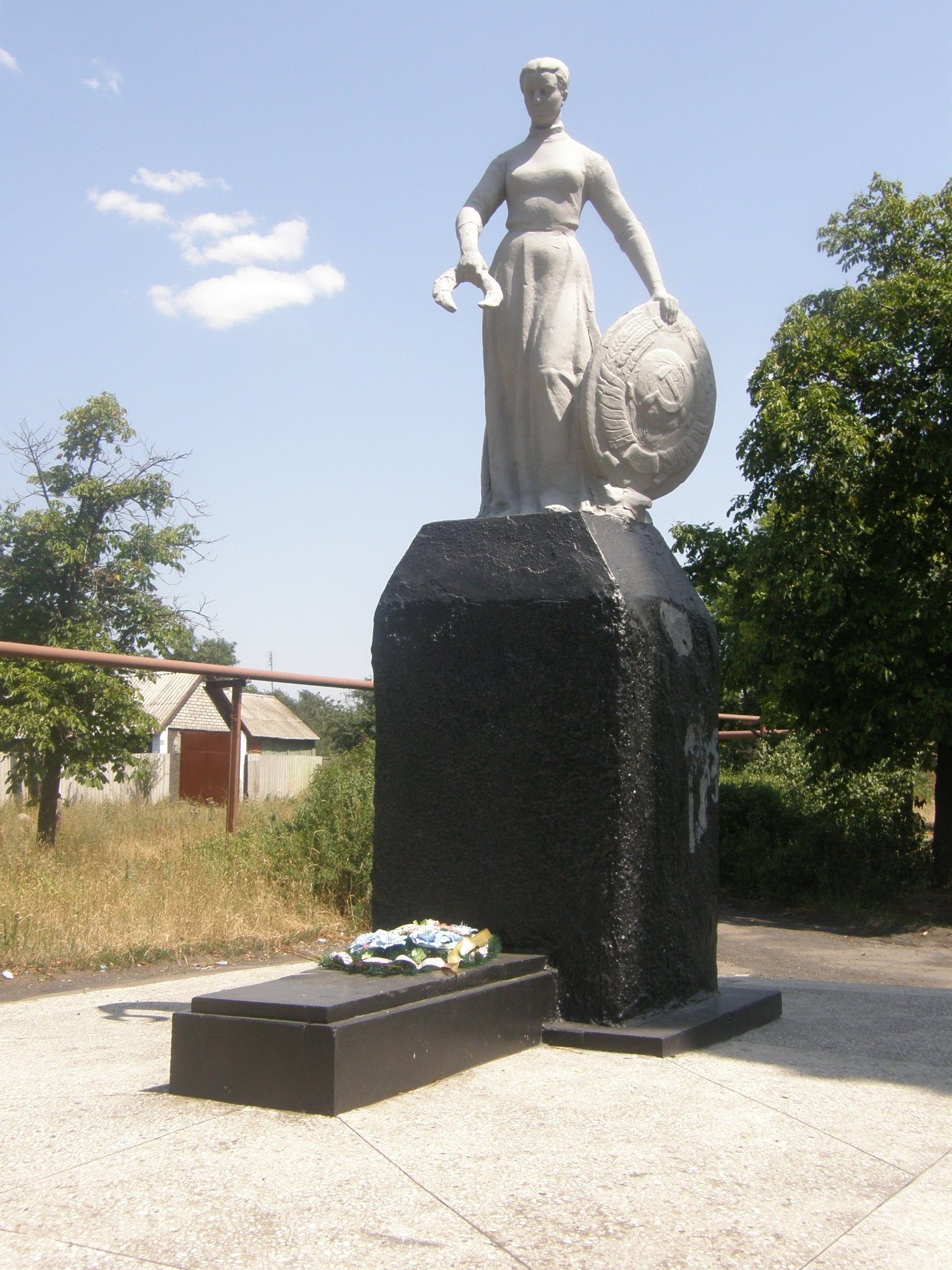
Monumento a las aviadoras
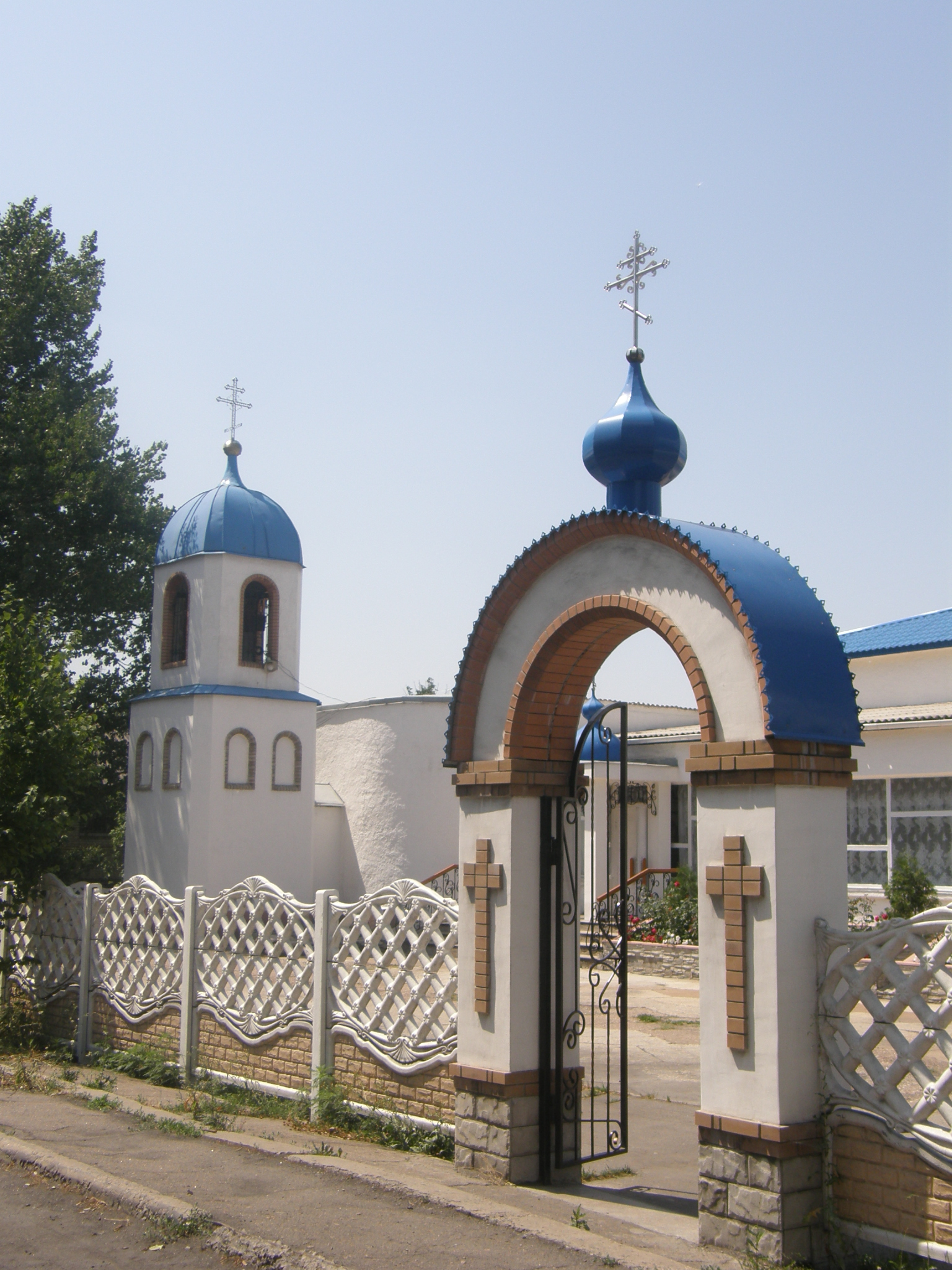
Iglesia Sviato-Dmítrievski
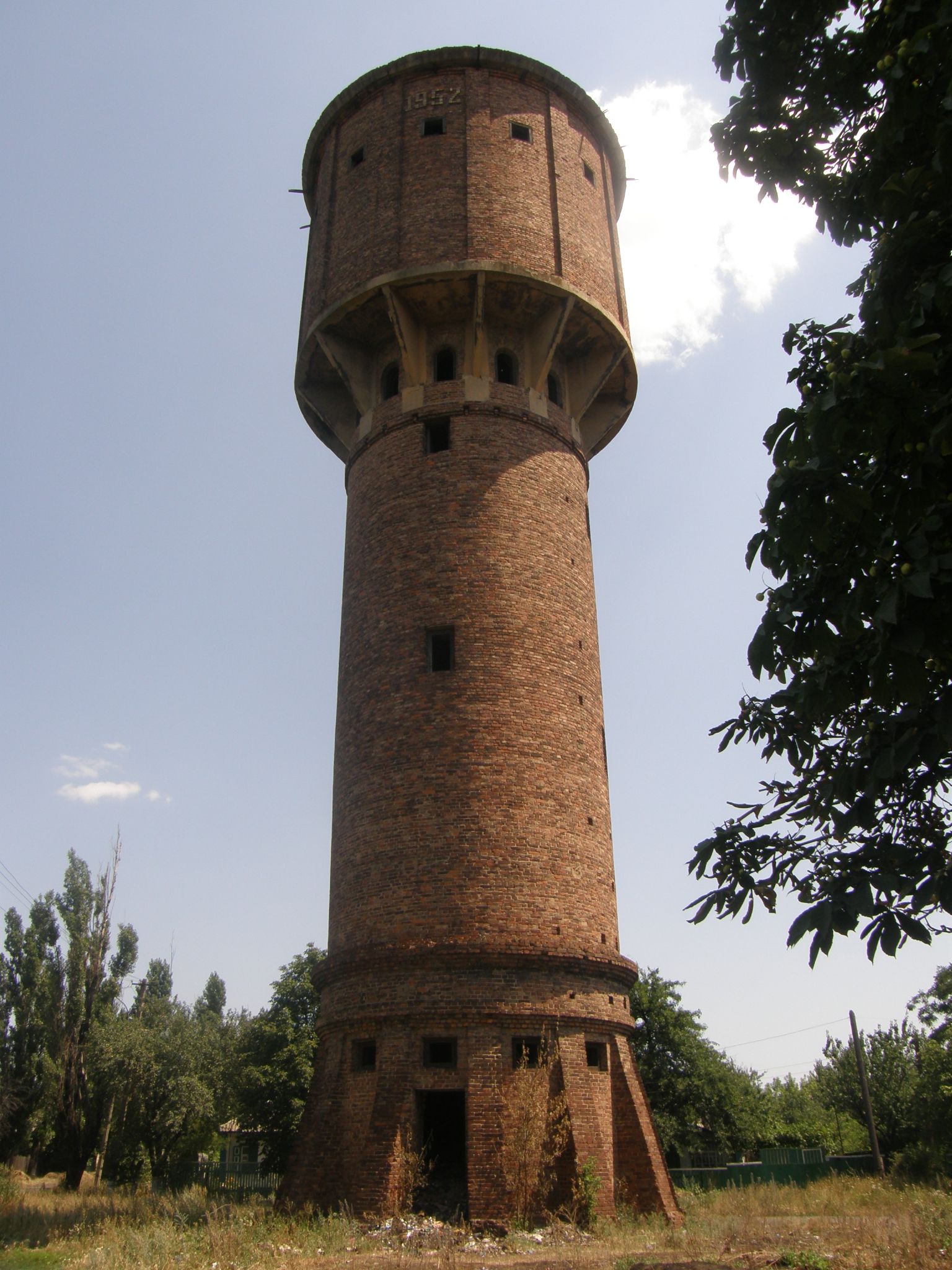
Depósito de agua
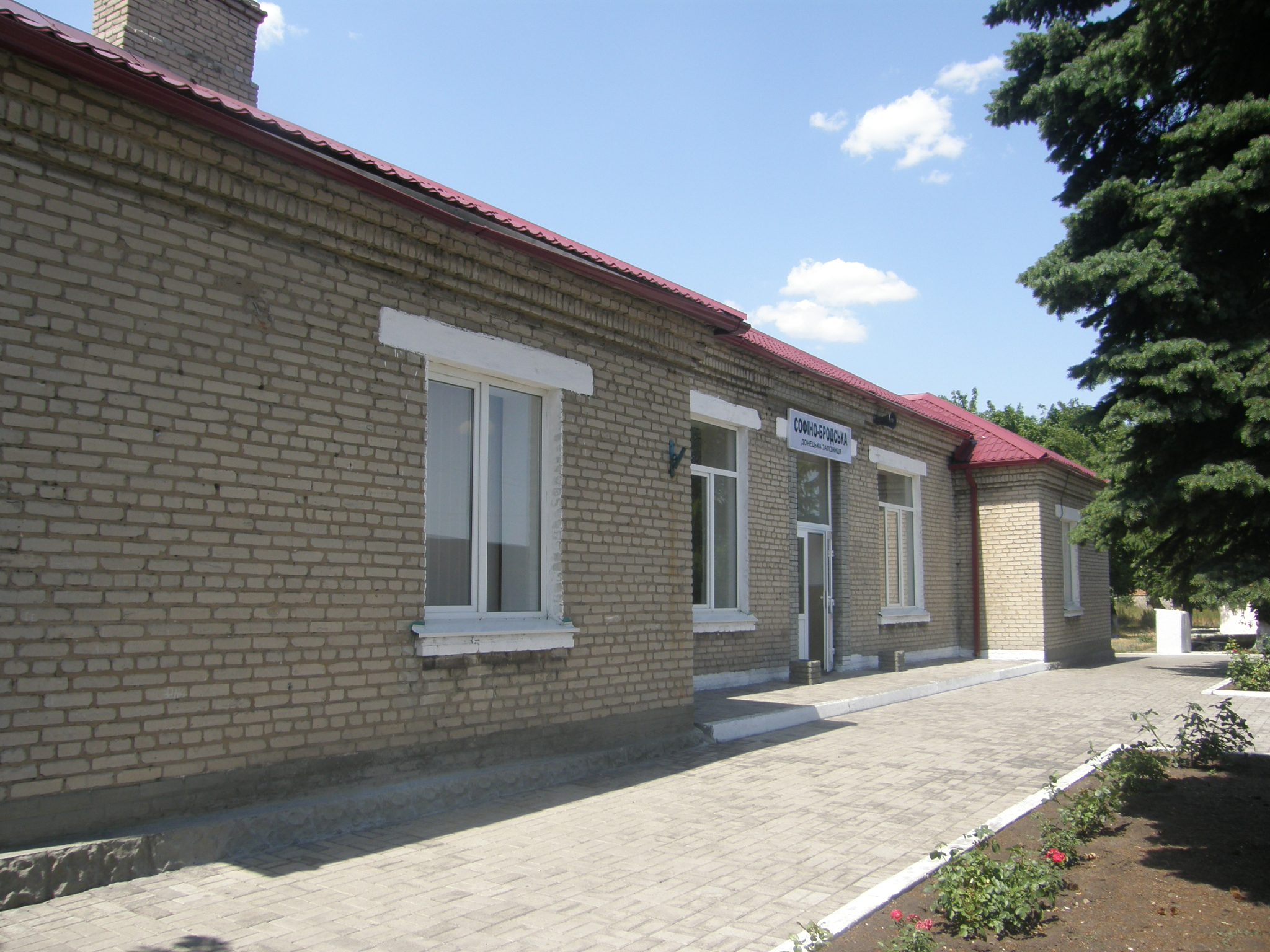
La estación ferroviaria "Sofino-Brodski"